# Lieja-Bastoña-Lieja 2000
La Lieja-Bastoña-Lieja 2000 fue la 86.ª edición de la clásica ciclista. La carrera se disputó el 16 de abril de 2000, sobre un recorrido de 264 km, y era la cuarta Prueba de la Copa del Mundo de Ciclismo de 2000. El italiano Paolo Bettini (Mapei-Quick Step) fue el ganador por delante del español David Etxebarria (ONCE-Deutsche Bank), y del también italiano Davide Rebellin (Liquigas-Pata), segundo y tercero respectivamente.

## Clasificación final
|    | Ciclista             | Equipo                  | Tiempo   |
| -- | -------------------- | ----------------------- | -------- |
| 1  | Paolo Bettini        | Mapei-Quick Step        | 6h28'32" |
| 2  | David Etxebarria     | ONCE-Deutsche Bank      | m. t.    |
| 3  | Davide Rebellin      | Liquigas-Pata           | m. t.    |
| 4  | Wladimir Belli       | Fassa Bortolo           | a 10"    |
| 5  | Axel Merckx          | Mapei-Quick Step        | a 12"    |
| 6  | Mauro Gianetti       | Vini Caldirola-Sidermec | a 30"    |
| 7  | Aleksandr Vinokurov  | Team Deutsche Telekom   | a 33"    |
| 8  | Maarten den Bakker   | Rabobank                | a 40"    |
| 9  | Francesco Casagrande | Vini Caldirola-Sidermec | a 44"    |
| 10 | Laurent Jalabert     | ONCE-Deutsche Bank      | a 48"    |